# مجزرة سيدي العنتري
مجزرة سيد العنتري من أعنف الأحداث التي وقعت بالجزائر في ليلة 23–24 من ديسمبر عام 1997 في قريتين صغيرتين بولاية تيسمسيلت في الجزائر.

## إحصائيات
عدد القتلى في هذه المذبحة غير محدد، حيث تضارت الإحصائيات حسب كل مصدر إعلامي مثل:
- حيث تقول رويترز إنه قتل «على الأقل 80 فردًا» أو 48 فردًا وفقًا لما قالته الحكومة،
- تقول صحيفة لو جوان إندبيندنت إنه تم قتل 117 شخصًا واختطاف 11 شخصًا على يد الإرهابيين،
- في حين أشار جدول زمني إلى مقتل 53 شخصًا (بما فيهم 15 طفلاً) في سيدي العنتري (أو سيدي العنتر أو سيدي لامري) و28 في شاري. وفي نفس هذا اليوم، قتل 11 شخصًا آخرين في منطقة بعيدة في منطقة باينام بالقرب من الجزائر العاصمة.
- وبعد عدة أيام من ذلك، قتل 26 مدنيًا آخرين في مذبحة الزعابرية، بالقرب من تيارت كذلك.

## وصلات خارجية
- Le Jeune Independent (quoted)
- Turkish Daily News
- Algeria timeline
- Economist
- Arabic News
- Arabic News
- Algeria watch